# الجمعية الوطنية للتصلب المتعدد
الجمعية الوطنية للتصلب المتعدد (بالإنجليزية: National Multiple Sclerosis Society) هي منظمة غير ربحية أمريكية تأسست عام 1946. وهي منظمة مكرسة لدعم الأفراد المتأثرين بـالتصلب المتعدد (MS) وتمويل الأبحاث لإيجاد علاج للمرض. توفر الموارد، وخدمات الدعم، وجهود الدعوة، والبرامج التعليمية لتحسين حياة الأشخاص المصابين بالتصلب المتعدد وعائلاتهم.

## التاريخ
تأسست الجمعية الوطنية للتصلب المتعدد (NMSS) في نيويورك باسم جمعية النهوض بالبحوث حول التصلب المتعدد في 11 مارس 1946 من قبل سيلفيا لوري، وهي محامية تسعى لإيجاد علاج لأخيها برنارد، الذي كان يعاني من التصلب المتعدد. وإدراكًا لعدم وجود أي مؤسسة أو منظمة قائمة تساعد الأفراد المصابين بالتصلب المتعدد، أسست السيدة لوري الجمعية الوطنية للتصلب المتعدد.
بوجود فروعها المنتشرة في جميع أنحاء الولايات المتحدة، تمول المنظمة الأبحاث، وتدعم التغيير الاجتماعي والسياسي، وتقدم موارد تعليمية، وترعى خدمات تساعد المصابين بالتصلب المتعدد وعائلاتهم. في عام 2016، صنفتها فوربس في المرتبة 63 من بين أكبر 100 جمعية خيرية في الولايات المتحدة. في عام 2017، منحتها جمعية تشاريتي نافيجاتور ثلاث نجوم من أصل أربع لادائها.

## البحث
تدعم الجمعية الوطنية للتصلب المتعدد وتمول الأنشطة البحثية في الأبحاث المبكرة، والأبحاث الترجمية التي تطور النتائج المخبرية إلى علاجات، والتجارب السريرية لمعرفة مدى فعاليتها في علاج التصلب المتعدد. في عام 2012، استثمرت الجمعية 44 مليون دولار في أكثر من 350 مشروعًا جديدًا وقائمًا. اعتبارًا من عام 2016، جمعت الجمعية الوطنية للتصلب المتعدد 974 مليون دولار للأبحاث.
خلال اجتماعين استمرا يومين في 2014–2015، قامت الجمعية الوطنية للتصلب المتعدد بتطوير مجموعة عمل أبحاث العافية وأولويات أبحاث العافية. توفر مجموعة أبحاث العافية معلومات بخصوص مناهج موجهة ذاتيًا لإدارة الأمراض للأشخاص الذين تم تشخيص إصابتهم بالتصلب المتعدد.
تتكون مكافآت البحث من عدة أنواع من المساهمات للباحثين في المراحل المبكرة إلى المتأخرة من حياتهم المهنية. فيما يلي قائمة بالجوائز التي توزعها الجمعية الوطنية للتصلب المتعدد على الباحثين في عام 2017.

### تمويل الأبحاث وبرامج المنح

#### زمالة الانتقال الوظيفي
يرعى برنامج زمالة الانتقال الوظيفي التدريب بعد الدكتوراه وتمويل الأبحاث للعلماء الذين يظهرون تفانيًا في أبحاث التصلب المتعدد. تُمنح الجوائز بمبالغ تصل إلى 550,000 دولار لإجمالي خمس سنوات من التدريب والبحث. تغطي فترة التدريب عامين ويغطي تمويل الأبحاث ثلاث سنوات إضافية للبحث في منصب هيئة تدريس جديد.

#### جوائز مركز أبحاث التصلب المتعدد التعاوني
تقدم الجمعية الوطنية للتصلب المتعدد تمويلاً لمراكز الأبحاث بهدف تعزيز التفاعل بين الباحثين. يهدف برنامج جوائز مركز أبحاث التصلب المتعدد التعاوني إلى إنشاء تعاون بين باحثي التصلب المتعدد، بما في ذلك المحققون المستقلون، ومنظمات البحث السريري. بالإضافة إلى ذلك، يمتد البرنامج ليشمل المهنيين العاملين في مجالات بحثية أخرى لاستقطابهم إلى مشاريع أبحاث التصلب المتعدد.
يتم الحصول على جوائز مركز أبحاث التصلب المتعدد من خلال عملية تقديم طلبات عبر صفحة منح التصلب المتعدد على موقع الجمعية الوطنية للتصلب المتعدد.

#### تطوير تجاري/دوائي سريع التقدم
Fast Forward هو كيان تمويل أبحاث تجاري تابع للجمعية الوطنية للتصلب المتعدد يوفر تمويلًا لتطوير الأدوية وأبحاث التصلب المتعدد التي تُجرى من خلال كيانات تجارية مثل EMD Pharmaceuticals، جامعة كامبريدج، جامعة إدنبرة، وغيرها. يمكن للباحثين المهتمين بالبرنامج التقدم بطلب للحصول على تمويل من خلال صفحة فرص التمويل التجاري.

#### جائزة دانيال هوتون لكبار أعضاء هيئة التدريس
سميت هذه الجائزة على اسم عضو في مجلس إدارة الجمعية الوطنية للتصلب المتعدد. كان الغرض منها توفير التمويل لتدريب باحثي التصلب المتعدد الذين يحتاجون إلى تعليم إضافي بخصوص المرض. اعتبارًا من عام 2017، كانت هذه الجائزة معلقة ولم تكن تقبل طلبات.

#### منح هاري ويفر لعلوم الأعصاب
هاري ويفر كان باحثًا في مجال علوم الأعصاب وكان مكرسًا لأبحاث التصلب المتعدد. كان مدير الأبحاث في الجمعية الوطنية للتصلب المتعدد من عام 1966 إلى 1977. تُقدم المنحة التي تحمل اسمه لتوفير راتب وتمويل بحثي لمدة خمس سنوات للباحثين الذين يبدأون حياتهم المهنية في أبحاث التصلب المتعدد. وغالبًا ما يتم دعم البرنامج من خلال الجامعات.

#### عقود تسليم الرعاية الصحية والسياسات
يمول برنامج أبحاث تقديم الرعاية الصحية والسياسات (HCDPR) المحققين الذين يجرون مشاريع بحثية تتناول أولويات منظمة الجمعية الوطنية للتصلب المتعدد. تُدرج الجمعية الوطنية للتصلب المتعدد هذه الأولويات على أنها تمويل، جودة، نتائج، وتكاليف الرعاية المتعلقة بالتصلب المتعدد.

#### التحالف الدولي للتصلب المتعدد المتقدم
تأسس التحالف الدولي للتصلب المتعدد المتقدم في عام 2012 باسم التعاون الدولي للتصلب المتعدد المتقدم. تتكون عضوية التحالف من منظمات التصلب المتعدد من جميع أنحاء العالم. يقدم التحالف جائزتين تمويل مختلفتين، بما في ذلك جائزة التحدي ومنح جائزة الشبكة التعاونية. يوفر كلا المنحتين تمويلًا على مدار سنوات متعددة للباحثين والمؤسسات في المجتمع الدولي.

#### زمالة ما بعد الدكتوراه في إعادة التأهيل القائمة على الموجهين
يدعم هذا البرنامج مجموعة من الموجهين ومؤسسات تدريب ما بعد الدكتوراه في التصلب المتعدد لاستقطاب وتدريب زملاء إعادة التأهيل في التصلب المتعدد. يُطلب من الموجهين أن يكونوا باحثين ذوي خبرة في التصلب المتعدد ولديهم مشاركة ثابتة ونشطة في مجالهم. يجب على الأطراف المهتمة تقديم طلب للبرنامج عبر موقع الجمعية الوطنية للتصلب المتعدد.
يشارك في البرنامج كلية الطب بجامعة ديوك، معهد وايزمان للعلوم، مجمع أنشوتز الطبي، جامعة يوتا، ومؤسسات أخرى ذات صلة.

#### جائزة تطوير العالم السريري
تعاونت الأكاديمية الأمريكية لطب الأعصاب والجمعية الوطنية للتصلب المتعدد لتطوير برنامج المنح هذا. يركز البرنامج على توفير تمويل المنح لباحثي التصلب المتعدد. في عام 2016، منح برنامج تطوير العالم السريري التابع للأكاديمية الأمريكية لطب الأعصاب 3 ملايين دولار لبرامج البحث والتدريب التي تركز على علوم الأعصاب.

#### منح أبحاث تجريبية
تركز برامج الأبحاث التجريبية عالية المخاطر على الأفكار والأساليب المتطورة التي لم يتم اختبارها وقد تساهم في أبحاث الطب المتعلقة بالتصلب المتعدد. توفر منح الأبحاث التجريبية تمويلًا بحثيًا لمدة عام واحد للبرامج التجريبية من أجل تطوير نتائج يمكن استخدامها للتقدم بطلب للحصول على برامج تمويل طويلة الأجل.

## وصلات خارجية
- الموقع الرسمي